# Mala vita
Mala vita és una òpera en tres actes composta per Umberto Giordano sobre un llibret italià de Nicola Daspuro, basat en Malavita de Salvatore Di Giacomo i Goffredo Cognetti. S'estrenà al Teatro Argentina de Roma el 21 de febrer de 1892.

## Origen i context
La primera òpera d'Umberto Giordano, Marina, va rebre una bona valoració i va aconseguir el sisè lloc en el prestigiós concurs organitzat per l'editor Edoardo Sonzogno, el mateix que va donar a conèixer Cavalleria Rusticana (1890). No obstant això, com que només les tres primeres obres classificades es representaven, Marina no va arribar als escenaris. Però l'obra va impressionar Sonzogno, que va encarregar a Giordano una nova òpera, donant lloc a la composició de Mala vita.
Amb Mala vita es donà a conèixer, però assolí els èxits definitius amb Andrea Chénier (1896) i Fedora (1898), que han romàs al repertori habitual operístic i són arquetips d'òpera verista.

## Representacions
L'òpera va tenir un gran èxit en la seva estrena a Roma el 1892 i, dos mesos després, es va representar a Nàpols. Amb el suport entusiasta de l'editor Sonzogno, l'obra es va difondre per diversos teatres italians i, en una versió traduïda a l'alemany, va aconseguir un èxit notable a Alemanya i Àustria. El 1894, Giordano en va revisar la partitura, modificant i suavitzant la trama. Aquesta nova versió, titulada Il voto, es va estrenar al Teatro Lirico de Milà el 10 de novembre de 1897.

## Argument
Ambientada en un barri pobre de Nàpols a principis del segle XIX, l'òpera gira al voltant d'un triangle amorós entre Vito, un tintorer afectat de tuberculosi; Cristina, una prostituta a qui Vito ha promès casar-se amb ella si Déu el cura de la seva malaltia; i Amalia, amant de Vito però casada amb Annetiello, un bevedor empedreït i assidu al bordell on treballava Cristina. L'acció es desenvolupa enmig dels preparatius del barri per al festival de Piedigrotta.